# 孔沈
孔沈（？—？），字德度，会稽山阴人，孔子二十六代孙，孔群之子，孔伦之弟。
孔沈有美名，沈冲向王导举荐他：“孔沈文思通达聪敏，应当担任宰相的属官。”于是孔沈被任命为司徒掾、琅邪王文学，孔沈都不就任。孔沈的堂兄孔坦送给他一件皮衣，孔沈推辞不要。孔坦说：“晏婴很节俭，他祭祀祖先的猪肘还不满一豆，尚且还穿了几十年的狐皮大衣，你又怎么能拒绝呢？”孔沈就接受了皮衣穿在身上。孔沈、魏顗、虞球、虞存、谢奉是会稽四个家族中的优秀人才，当时的俊杰。孙绰品评说：“孔沈是孔家的金子，魏顗是魏家的宝玉，虞家尊崇虞存和虞琳，谢家钦佩谢奉。”
有子孔廞。